# Albu
Albu är en ort i Estland. Den ligger i Albu kommun och landskapet Järvamaa, i den centrala delen av landet, 60 km sydost om huvudstaden Tallinn. Albu ligger 80 meter över havet och antalet invånare är 349.
Terrängen runt Albu är mycket platt, och sluttar västerut. Runt Albu är det glesbefolkat, med 13 invånare per kvadratkilometer. Närmaste större samhälle är Järva-Jaani, 17,6 km sydost om Albu. Omgivningarna runt Albu är en mosaik av jordbruksmark och naturlig växtlighet.